# Косяченко Віктор Трохимович
Косяченко Віктор Трохимович (*4 січня 1932, Червоне) — український письменник, літературознавець, педагог.

## Біографія
Народився 4 січня 1932 року в селі Червоне Гайворонського району Кіровоградської області. У 1948—1952 рр. навчався в Чернівецькому залізничному технікумі. У 1960 р. закінчив Чернівецький державний університет. Вчителював у місті Вижниці, селах Чорногузи, Виженка Вижницького району. З 1963 р. — лаборант, з 1974 р. — вчений секретар, з 1969 р. — старший викладач, доцент кафедри української літератури Чернівецького університету. Кандидат філологічних наук (1969). Член правління Чернівецького обласного об'єднання Всеукраїнського товариства «Просвіта» ім. Т. Шевченка з 1989 р. та його голова впродовж 1992—2005 рр.
Член Національної спілки письменників України (1969).
Добре відомий філологічним колам України науковець — дослідник сатиричних жанрів української літератури; у цій царині він упорядкував і видав шість антологій, підготував дві монографії, опублікував сотні статей. Серед них не тільки історико-літературні, а й критичні, адже у Спілці письменників України буковинця віддавна добре знають як принципового, дотепного і вдумливого критика-аналітика зі своєрідним літературним почерком. Його колега з критичного цеху Юрій Церков відгукується про Косяченка як про «глибокого знавця поетики комічного, людину з винятковим художнім смаком, легким і прозорим стилем…». Вступивши до Чернівецького університету після демобілізації з армії, В. Косяченко практично все своє трудове життя провів у ньому на кафедрі української літератури. Він не лише викладав, а й готував навчальні і методичні посібники, керував гуртками, опікувався студентськими групами і т. ін. За останні 20 років трохи неочікувано розкрився і талант Косяченка-публіциста франківського гарту. Вправний стиліст, він не тільки намагається якомога повніше реалізувати невичерпний потенціал рідної мови у власному письмі, а й викриває різні варіанти політики лінгвоциду щодо української мови, послідовно відстоює мовні права українців. Прикметною є назва однієї зі збірок його статей — «Під прапором рідного слова». А єдиний Косяченків текст, що входить до книжки, починається зі слів «Мовою, як і свободою, не можна тільки користуватися, про них треба дбати…»
Позиція принципового захисника рідної мови привела Віктора Косяченка у «Просвіту»: з 1989 року він член правління обласного відділення як один із фундаторів товариства, а в 1992—2005 роках самовіддано працював його головою. На особливу увагу  заслуговує просвітницько-виховна робота обласного об'єднання з учнівською молоддю — майбутнім країни. Це і відновлення з ініціативи В. Косяченка закритого 1940 року «визволителями» часопису для дітей і родини «Ластівка»  і щорічні травневі конкурси на найкращого знавця звичаїв, традицій та обрядів рідного краю в Чернівецькому музеї архітектури та побуту, і конкурси дитячих творів та художнього читання, і мистецький конкурс «Голодомор очима дітей» тощо. Гідну оцінку гідної постаті дав батько славетного композитора, відомий письменник Михайло Івасюк про Віктора Косяченка: «Він ніколи не обстоював банальні істини, зашкарублі догми і не давав просочуватися в людські серця намулові войовничого міщанства».

## Твори письменника
- Українська радянська байка //Київ: Радянський письменник, 1972.
- Любов'ю окрилений сміх // Київ: Радянський письменник, 1985.
- Жанри сатири і гумору в українській радянській літературі // Київ, 1988. — [співавт. Ю. Гречанюк].
- Під прапором рідного слова // Чернівці: Рута, 2000.
- Українська радянська байка // Київ: Радянський письменник, 1966.
- Українська байка // Київ: Дніпро, 1986. — [співавт. Б.Деркач].
- Українська співомовка //Київ: Радянський письменник, 1986.
- Хліб на ноги ставить, а хміль з ніг валить // Київ: Дніпро, 1986.
- Буковина, рік 1991 // Чернівці: Прут,1993. — [співавт. С. Далавурак, О. Романець, І. Ткач].
- Універсальний словник епіграм // Чернівці: Буковина, 1998.
- Під прапором рідного слова: літ.-критичні, наук.-публіц. ст., пер. гумору з рос. та білорус. поетів //Чернівці: Рута, 2000.
- Іван Франко. Другий заповіт // Чернівці: Рута, 2006.
- Байки буковинські //Чернівці: Букрек, 2011.
- На поклик віщих заповітів: вибране з потоку літ// — Чернівці: Книги — ХХІ, 2008.
- Та неоднаково мені..: літературознавство, публіцистика, спогади // Віктор Косяченко.- Чернівці: Букрек, 2014.

## Відзнаки, нагороди
- Член НСПУ (1969)
- Кандидат філологічних наук (1969).
- Доцент (1973).
- Лауреат премії газети «Літературна Україна» (1969).
- Лауреат премії ім. Омеляна Поповича (1998).
- Заслужений працівник освіти України (2000).
- Лауреат премії ім. Івана Бажанського (2003).